# Портер (лунный кратер)
Кратер Портер (лат. Porter), не путать с кратером Портер на Марсе, — крупный древний ударный кратер в южном полушарии видимой стороны Луны. Название присвоено в честь американского инженера и астронома-любителя Расселла Уильямса Портера (1871—1949) и утверждено Международным астрономическим союзом в 1970 г. Образование кратера относится к нектарскому периоду.

## Описание кратера

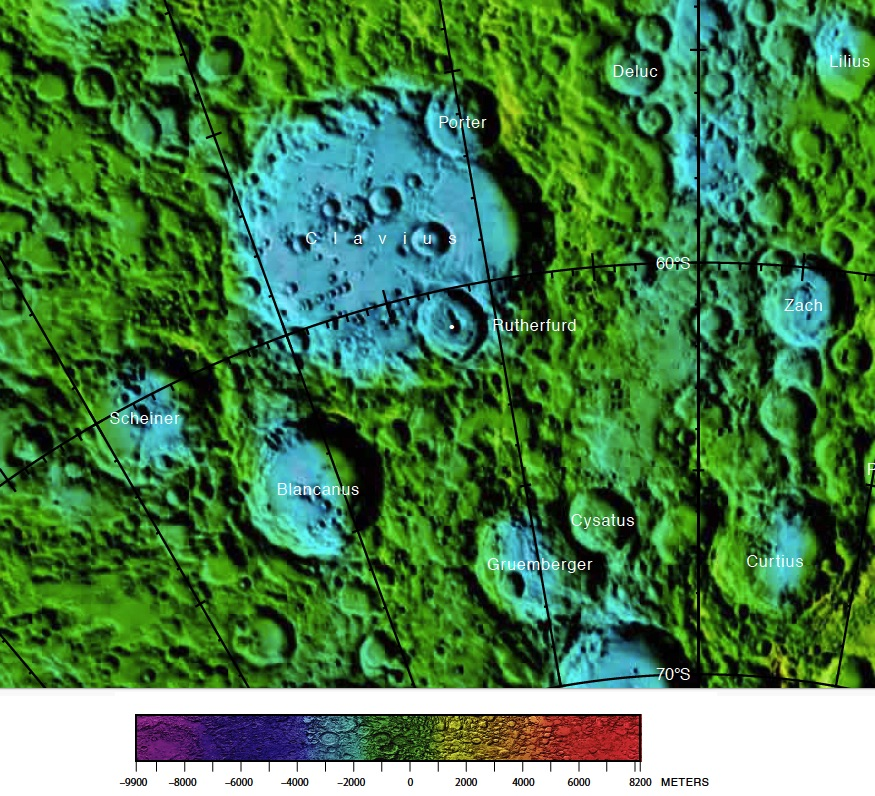
Окрестности кратера Портер. Фрагмент карты видимой стороны Луны.

Кратер Портер располагается в северо-восточной части вала кратера Клавий. Другими ближайшими соседями кратера являются кратер Лонгомонтан на северо-западе; кратер Маджини на севере-северо-востоке; кратер Делюк на востоке и кратер Резерфурд на юге. Селенографические координаты центра кратера 56°09′ ю. ш. 10°11′ з. д. / 56,15° ю. ш. 10,18° з. д., диаметр 51,5 км, глубина 4940 м.
Кратер Портер близкую к циркулярной форму и значительно разрушен. Вал сглажен, восточная часть вала спрямлена, в юго-западной части вал имеет минимальную высоту. Внутренний склон неравномерный по ширине, в северной части имеет уступ. Северо-западная часть внутреннего склона отмечена приметным чашеобразным кратером. Высота вала над окружающей местностью достигает 1130 м, объем кратера составляет приблизительно 2100 км³. Дно чаши пересеченное в восточной и северной части, юго-западная часть чаши ровная. Двойной центральный пик несколько смещен к юго-западу от центра чаши.
До получения собственного наименования в 1970 г. кратер имел обозначение Клавий B (в системе обозначений так называемых сателлитных кратеров, расположенных в окрестностях кратера, имеющего собственное наименование).

## Сателлитные кратеры

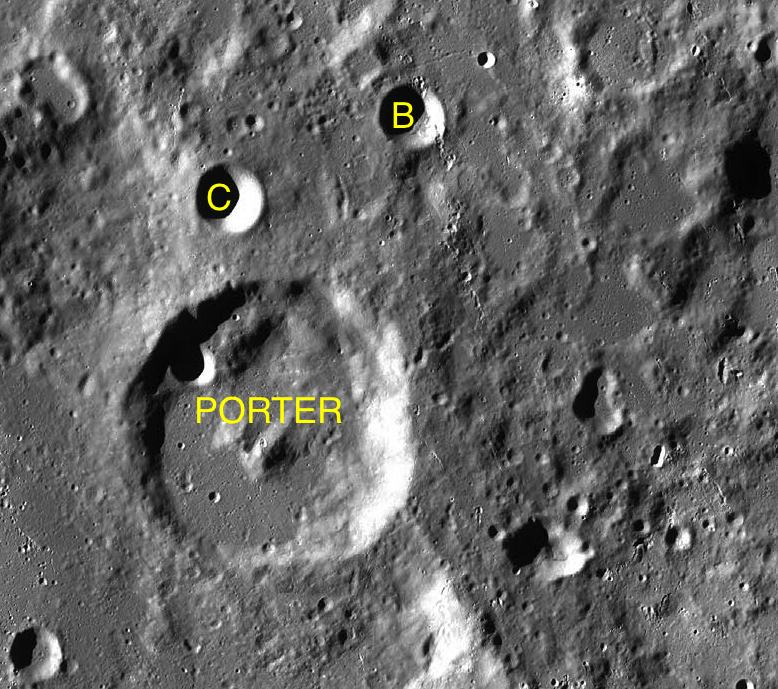
Фрагмент карты LAC-126.

| Портер | Координаты                                            | Диаметр, км |
| ------ | ----------------------------------------------------- | ----------- |
| B      | 54°28′ ю. ш. 8°38′ з. д. / 54,47° ю. ш. 8,64° з. д.   | 11,4        |
| C      | 54°51′ ю. ш. 10°28′ з. д. / 54,85° ю. ш. 10,46° з. д. | 11,6        |